# Cariniana pachyantha
Espèce
Classification phylogénétique
Statut de conservation UICN

 VU B1+2c : Vulnérable
Cariniana pachyantha est une espèce de plantes à fleurs de la famille des Lecythidaceae originaire de l'Amazonie au Brésil.

## Description
C'est un grand arbre

## Répartition
Endémique aux forêts de plaine de l'État d'Amazonas, vers São Paulo de Olivença.

## Conservation
Cette espèce est menacée par la destruction de l'habitat.